# Friedrich Wilhelm Ludwig von Beulwitz
Friedrich Wilhelm Ludwig von Beulwitz (* 28. August 1755 in Rudolstadt; † 9. März 1829 ebenda) war ein deutscher Jurist und Kanzler.

## Leben

### Familie
Friedrich Wilhelm Ludwig von Beulwitz wurde als Sohn des Carl Wilhelm Ludwig von Beulwitz (* 1728; † 26. Februar 1802 in Eichicht), Oberst im Fürstentum Schwarzburg-Rudolstadt und dessen Ehefrau, Wilhelmine Christine von Beulwitz (* unbekannt; † Januar 1777), geboren. Er hatte vier leibliche Schwestern:
- Louise Friederike Wilhelmine von Beulwitz (* 3. September 1756; † unbekannt), heiratete den Oberstleutnant von Beulwitz zu Lobenstein;
- Johanna Ulrike Charitas von Beulwitz (* 28. Februar 1758; † unbekannt), heiratete den Geheimrat Eychelberg in Gera;
- zwei weitere Schwestern verstarben bereits sehr jung.

Aus der zweiten Ehe seines Vaters hatte er noch weitere Halbgeschwister:
- Maria Sophie von Beulwitz (* 28. April 1730; † 1731);
- Christiane Henriette (* 1730; † 18. Mai 1732);
- Henriette Elisabeth Caroline (* 14. April 1733; † unbekannt), heiratete Christian Wilhelm von Burkersrode aus Merseburg, sächsischer Kammerrat.

Nach dem Tod seines Vaters 1801 erbte er die Güter Löhma, Munschwitz, Eichicht, Breternitz und St. Jakob, die sich seit 1450 im Familienbesitz befanden.
1784 heiratete er in der Marienkirche in Eichicht bei Kaulsdorf Caroline, Tochter des Oberforstmeisters Carl Christoph von Lengefeld (1715–1775) und dessen Ehefrau Louise von Lengefeld, sowie die Schwester von Charlotte von Lengefeld, spätere Ehefrau des Dichters Friedrich Schiller. Aus seiner Ehe mit Caroline gingen keine männlichen Nachkommen hervor, aber seine sämtlichen Güter waren Männerlehen. Aus diesem Grund entschlossen sich die beiden, sich 1790 voneinander zu trennen, blieben aber freundschaftlich verbunden.
1795 heiratete er in zweiter Ehe Amalie (* 1768; † 1826), Tochter des Geheimrats und Oberjägermeisters Eugen Georg August Gottfried Freiherr von Bibra (1743–1802), die sich damals bei der regierenden Herzogin Charlotte von Sachsen-Meiningen als Hofdame befand; sein Schwager war unter anderem der Meininger Landtagsmarschall Carl Friedrich Wilhelm Gottlob von Bibra. Gemeinsam hatten sie drei Kinder:
- August Ludwig Karl von Beulwitz (* 15. Februar 1796 in Rudolstadt; † 27. Oktober 1835 in Löhma)[4];
- Amalie von Beulwitz (* 1798; † 1804);
- Ida (* 1800; † unbekannt).

### Werdegang
Kurz nach der Geburt von Friedrich Wilhelm Ludwig von Beulwitz gab sein Vater das Dienstverhältnis auf und zog sich auf sein Rittergut nach Schwarza, nahe Rudolstadt gelegen, zurück. 
Friedrich Wilhelm Ludwig von Beulwitz wurde dort von Hauslehrern unterrichtet, die ihn auf die Universität vorbereiteten, so dass er im Alter von 16 Jahren 1771 sein Jura-Studium an der Universität Erfurt begann, dieses an der Universität Wittenberg fortsetzte und erfolgreich 1774 an der Universität Leipzig abschloss.
Nach seiner Rückkehr nach Rudolstadt trat er in die Dienste des Fürsten Ludwig Günther II. und wurde im gleichen Jahr als Hofjunker und Regierungsassessor angestellt. 1780 wurde er Regierungsrat und im April 1781 Mitglied des Geheimen Ratskollegiums. Im gleichen Jahr ernannte ihn der Fürst Ludwig Günther II. zum Gouverneur seiner beiden Enkel, der Prinzen Ludwig Friedrich II. und Carl Günther (1771–1825), die er zwei Jahre auf Reisen in die Schweiz, das südliche Frankreich, Paris und an die meisten nördlichen Höfe begleitete.
Weil sich Carl Gerd von Ketelhodt altersbedingt von seinen Amtsgeschäften als Kanzler zurückzog, übernahm Friedrich Wilhelm Ludwig von Beulwitz zwar dessen Aufgaben, erhielt die Stelle jedoch erst nach dessen Tod offiziell.
Nach dem Tod des Fürsten Ludwig Friedrich II. stand er der Witwe Karoline von Hessen-Homburg beratend zur Seite, als diese bis zur Volljährigkeit ihres Sohnes Friedrich Günther bis 1814 die Regentschaft übernahm.

## Bekanntschaften
Weil das Haus von Friedrich Wilhelm Ludwig von Beulwitz der Mittelpunkt des geistigen Lebens in Rudolstadt war, in dem sich literarisch, politisch und philosophisch interessierte Adelige und Bürgerliche trafen, hielt sich auch Friedrich Schiller dort auf. Dieser lernte seine spätere Ehefrau dort kennen und in diesem Haus trafen Friedrich Schiller und Johann Wolfgang von Goethe sich erstmals persönlich. Es bestanden nähere Bekanntschaften mit den Schriftstellern Jean Paul und Johann Gottlieb Fichte, Karl Ludwig von Knebel, die Brüder Alexander und Wilhelm von Humboldt und zum Fürsten Ludwig Friedrich II. von Schwarzburg-Rudolstadt. 1811 unternahm er eine Reise nach Dresden und lernte den Maler Gerhard von Kügelgen sowie dessen Schüler Caspar David Friedrich kennen.

## Freimaurer
1775 wurde er Mitglied der Freimaurer in der Weimarer Loge „Amalia“ im Lehrlingsgrad, später war er langjähriger Meister vom Stuhl der Rudolstädter Loge „Günther zum stehenden Löwen“. Im Juli 1784 wurde er Illuminat (Ordensname: Claude Fleury) und im August 1784 Superior der Maurerklasse Rudolstadt.

## Ehrungen
1814 erhielt er das Großkreuz des badischen Hausordens der Treue.
1824 feierte er sein fünfzigjähriges Dienstjubiläum, bei diesem Anlass verlieh ihm der Fürst Friedrich Günther das Prädikat Exzellenz.
Im Zusammenhang mit der Einführung von Florenz Friedrich Sigismund zum Justizbeamten 1828, die durch Friedrich Wilhelm Ludwig von Beulwitz stattfand, benannten aus Dankbarkeit die Blankenburger Bürger diesen Felsen nach ihm. Das Beulwitz-Denkmal wurde schon kurz nach der Einweihung ein beliebtes Ausflugsziel. In einem Brief von Friedrich Fröbel an Christian Eduard Langethal Ende Juli 1839 wurde es bereits erwähnt, wobei Fröbel bemerkte, dass er „... einen großen Spaziergang ... nach dem Beulwitz-Felsen und Beulwitz-Denkmal gemacht ...“ habe.

## Werke
- Adam Friedrich August von Watzdorff; Friedrich Wilhelm Ludwig von Beulwitz: De statutis et iudiciis gentilitiis Nobilium mediatorum in Germania, speciatim in Saxonia: Dissertatio. Lipsiae: Langenhemius, 1774.